# Clelia errabunda
Clelia errabunda är en ormart som beskrevs av Underwood 1993. Clelia errabunda ingår i släktet Clelia och familjen snokar. Inga underarter finns listade i Catalogue of Life.
Arten förekommer endemisk på Saint Lucia i Västindien. Honor lägger ägg.